# Pistolenkatar
Der Pistolenkatar (auch Jamadhar-Tamancha, englisch pistol-katar, dagger-cum-pistols) ist eine Kombinationswaffe aus Indien. Alleinstellungsmerkmal dieses Katartyps ist die Verbindung von Blankwaffe und Handfeuerwaffe.

## Beschreibung
Der Pistolenkatar hat eine gerade, zweischneidige, keilförmige Klinge. Die Klinge wird vom Heft zum Ort schmaler. Das Heft ist in der für den Katar üblichen Weise gestaltet. An beiden Seiten der Armschienen des Katars befindet sich je eine, einschüssige Steinschlosspistole. Die Kaliber der Pistolen sind je nach Version unterschiedlich. Der Abzug der Pistolen zeigt nach innen zum Griff und ist so angeordnet, dass er bei gehaltener Waffe ausgelöst werden kann. Beide Pistolen sind einschüssig und müssen nach dem Abschuss nachgeladen werden. Es gibt verschiedene Versionen dieser Waffe, die sich in Länge, Form, Kaliber und Dekoration unterscheiden. Waffen dieser Art zählen zu den kombinierten Waffen. Der Pistolenkatar wurde als Nahkampfwaffe und zur Jagd in Indien benutzt.

## Varianten und Benennungen
Der Pistolenkatar ist als Kombination mit Steinschlosspistolen bekannt, die im 17. Jahrhundert entstanden. Kombinationen mit Perkussionspistolen wurden erst ab dem frühen 19. Jahrhundert möglich. Neben der einfachen Grundform des Katars wurden etliche Varianten entwickelt. Tamilische Worte wie kaṭṭāri (கட்டாரி) oder kuttuvāḷ (குத்துவாள்) bedeuten in etwa Stoßklinge und werden als Ursprung des Namens Kattar angenommen. Die Benennungen gehen teilweise auf sanskritbasierte Namen zurück, die bei der Erfassung von Museumsbeständen in jeweilige Landessprachen übersetzt wurden. Im englischsprachigen Raum sind beschreibende Benennungen üblich, auf deren Basis in andere Landessprachen übersetzt wurde. Eine Übersicht bekannter Varianten findet sich in der Liste von Typen des Katar.